# Parapercis albipinna
Parapercis albipinna és una espècie de peix de la família dels pingüipèdids i de l'ordre dels perciformes.

## Etimologia
El seu nom específic deriva dels mots albi (blanc) + pinna (aleta) i fa referència al color blanc de les seues aletes (especialment, a la part espinosa de l'aleta dorsal, la meitat basal de la caudal i les pelvianes).

## Descripció
La femella fa 14,2 cm de llargària màxima. La coloració és marró rogenca clara amb 8 franges marrons en forma de U i amb punts de color marró fosc al dors (els extrems superiors de cada franja acaba en un punt marró fosc a la base d'un radi dorsal). Banda estreta, de color taronja i corbada ventralment des de sota dels ulls i travessant les galtes. Aletes pelvianes, la meitat basal de l'aleta caudal i la part espinosa de l'aleta dorsal de color blanc. 5 espines i 21 radis tous a l'aleta dorsal i 1 espina i 17 radis tous a l'anal. 17 radis a les aletes pectorals. La quarta espina de l'aleta dorsal és la més allargada del conjunt. Aleta caudal truncada, lleument arrodonida a la meitat ventral. Aletes pelvianes arribant tot just a l'anus. 54 escates a la línia lateral. Escates ctenoides al cos, les quals esdevenen cicloïdals a l'abdomen i l'àrea prepectoral. Galtes amb escates cicloïdals i petites. 5 + 11 branquiespines. Mandíbula inferior sortint. 3 parells de dents canines. Absència de dents palatines. 1 filera de dents robustes al vòmer. 30 vèrtebres.

## Hàbitat i distribució geogràfica
És un peix marí, bentopelàgic (fins als 100 m de fondària) i de clima tropical, el qual viu al Pacífic occidental: Nova Caledònia.

## Observacions
És inofensiu per als humans.